# 보른 규칙
보른 규칙은 양자 시스템 의 측정이 주어진 결과를 산출할 확률을 제공하는 양자 역학 핵심 가정이다. 가장 간단한 형태로, 주어진 지점에서 입자를 찾을 확률 밀도가 측정될 때 그 지점에서 입자의 파동 함수 크기의 제곱에 비례한다고 말한다. 1926년 독일 물리학자 막스 보른이 공식화했다. 확률은 다음과 같이 쓸 수 있다. {\displaystyle {\big |}\langle \lambda _{i}|\psi \rangle {\big |}^{2}}

## 세부
보른 규칙은 관찰 가능량이 자체 연결 연산자에 해당하는 경우 {\displaystyle A} 이산 스펙트럼 은 정규화된 파동 함수가 있는 시스템에서 측정된다. {\displaystyle |\psi \rangle } ( 브라-켓 표기법 참조), 그러면
- 측정된 결과는 고유값 중 하나가 된다. {\displaystyle \lambda } 의 {\displaystyle A}, 그리고
- 주어진 고유값을 측정할 확률 {\displaystyle \lambda _{i}} 같을 것이다 {\displaystyle \langle \psi |P_{i}|\psi \rangle }, 어디 {\displaystyle P_{i}} 의 고유 공간에 대한 투영이다. {\displaystyle A} 에 해당하는 {\displaystyle \lambda _{i}} .(고유공간의 경우 {\displaystyle A} 에 해당하는 {\displaystyle \lambda _{i}} 1차원이고 정규화된 고유 벡터에 걸쳐 있다. {\displaystyle |\lambda _{i}\rangle }, {\displaystyle P_{i}} 와 동등하다 {\displaystyle |\lambda _{i}\rangle \langle \lambda _{i}|}, 그래서 확률 {\displaystyle \langle \psi |P_{i}|\psi \rangle } 와 동등하다 {\displaystyle \langle \psi |\lambda _{i}\rangle \langle \lambda _{i}|\psi \rangle } . 복소수부터 {\displaystyle \langle \lambda _{i}|\psi \rangle } 상태 벡터가 다음 과 같은 확률 진폭으로 알려져 있다. {\displaystyle |\psi \rangle } 고유 벡터에 할당 {\displaystyle |\lambda _{i}\rangle }, 확률이 진폭의 제곱(실제로 진폭 곱하기 자체 복소수 켤레 )과 같다고 말하는 것으로 보른 규칙을 설명하는 것이 일반적이다. 동등하게 확률은 다음과 같이 쓸 수 있다. {\displaystyle {\big |}\langle \lambda _{i}|\psi \rangle {\big |}^{2}} . )

스펙트럼의 경우 {\displaystyle A} 완전히 이산적이지 않은 경우 스펙트럼 정리는 특정 투영 값 측정 의 존재를 증명한다. {\displaystyle Q}, 스펙트럼 측정 {\displaystyle A} . 이 경우,
- 측정 결과가 측정 가능한 집합에 속할 확률 {\displaystyle M} 에 의해 주어진다 {\displaystyle \langle \psi |Q(M)|\psi \rangle } .

파동 함수 {\displaystyle \psi } 위치 공간에서 구조가 없는 단일 입자의 경우 확률 밀도 함수는 {\displaystyle p(x,y,z)} 시간의 위치 측정을 위해 {\displaystyle t_{0}} ~이다
{\displaystyle p(x,y,z)=|\psi (x,y,z,t_{0})|^{2}.}
일부 응용 프로그램에서 이러한 보른 규칙 처리는 양수-연산자 가치 측정을 사용하여 일반화된다. POVM은 값이 힐베르트 공간에서 양의 준정부호 연산자인 측도이다. POVM은 폰 노이만 측정의 일반화이며, 이에 따라 POVM에 의해 설명되는 양자 측정은 자체 인접 관찰 가능 항목에 의해 설명되는 양자 측정의 일반화이다. 대략적으로 비유하자면 POVM은 PVM에 대한 혼합 상태 가 순수 상태인 것과 같다. 혼합 상태는 더 큰 시스템의 하위 시스템 상태를 지정하는 데 필요하다( 양자 상태 정제 참조). 유사하게, POVM은 더 큰 시스템에서 수행되는 투영 측정의 하위 시스템에 대한 영향을 설명하는 데 필요하다. POVM은 양자 역학에서 가장 일반적인 측정 유형이며 양자장 이론에서도 사용할 수 있다. 양자 정보 분야에서 광범위하게 사용된다.
가장 간단한 경우에, 유한 차원 Hilbert 공간에 작용하는 유한 개수의 요소가 있는 POVM 중 POVM은 양 의 반정부호 행렬 세트이다. {\displaystyle \{F_{i}\}} 힐베르트 공간에서 {\displaystyle {\mathcal {H}}} 그 합은 단위 행렬, :90
{\displaystyle \sum _{i=1}^{n}F_{i}=I.}
POVM 요소 {\displaystyle F_{i}} 측정 결과와 관련이 있다. {\displaystyle i}, 양자 상태에 대한 측정을 할 때 그것을 얻을 확률 {\displaystyle \rho } 에 의해 주어진다
{\displaystyle p(i)=\operatorname {tr} (\rho F_{i}),}
{\displaystyle p(i)=\operatorname {tr} {\big (}|\psi \rangle \langle \psi |F_{i}{\big )}=\langle \psi |F_{i}|\psi \rangle .}
시간 진화 연산자 의 단일성과 함께 본 규칙 {\displaystyle e^{-i{\hat {H}}t}} (해밀턴 {\displaystyle {\hat {H}}}는 에르미트(Hermitian)이다.)은 일관성을 위해 필요한 것으로 간주되는 이론 의 단일성을 의미한다. 예를 들어, 단일성은 모든 가능한 결과의 확률이 1이 되도록 보장한다(이 특정 요구 사항을 얻는 유일한 옵션은 아니지만).

## 역사
보른 규칙은 보른이 1926년 논문에서 공식화했다. 이 논문에서 보른은 산란 문제에 대한 슈뢰딩거 방정식 을 풀고 알버트 아인슈타인과 광전 효과에 대한 아인슈타인의 확률 규칙 각주에서 보른 규칙이 솔루션에 대한 유일한 가능한 해석을 제공한다고 결론지었다. 1954년에 발터 보테와 함께 보른은 이 연구와 다른 연구로 노벨 물리학상을 수상했다. 존 폰 노이만(John von Neumann)은 1932년 그의 책에서 스펙트럼 이론 을 보른의 법칙에 적용하는 것에 대해 논의했다.

### 보다 기본적인 원칙에서 파생
글리슨의 정리는 보른 규칙이 비맥락성 가정과 함께 양자 물리학의 측정에 대한 일반적인 수학적 표현에서 파생될 수 있음을 보여준다. Andrew M. Gleason은 George W. Mackey가 제기한 질문에 의해 촉발된 1957년에 처음으로 정리를 증명했다. 이 정리는 다양한 종류의 숨은 변수 이론 이 양자 물리학과 일치하지 않는다는 것을 보여주는 역할을 했다는 점에서 역사적으로 중요했다.
몇몇 다른 연구자들도 보다 기본적인 원칙에서 본 법칙을 도출하려고 시도했다. 보른 규칙은 다세계 해석에서 파생될 수 있다고 주장되었지만 기존 증명은 순환적이라는 비판을 받았다. 파일럿 파동 이론 이 통계적으로 보른 법칙을 유도하는 데 사용될 수 있다는 주장도 제기되어 왔지만 이것은 여전히 논란의 여지가 있다.
2019년에 Perimeter Institute for Theoretical Physics 의 Lluis Masanes와 Thomas Galley , 그리고 Institute for Quantum Optics and Quantum Information 의 Markus Müller는 보른 규칙의 파생물을 발표했다. 그들의 결과는 Gleason의 정리와 동일한 초기 가정을 사용하지 않지만 Hilbert-space 구조와 컨텍스트 독립 유형을 가정한다.
양자 이론의 양자 베이즈주의적 해석 내에서, 보른 규칙은 관련된 물리적 시스템 Hilbert 공간 차원을 고려하는 전체 확률의 표준 법칙의 수정으로 간주된다. 양자역학에 대한 많은 해석이 그러하듯이 보른 규칙을 도출하려고 하기보다는 큐비스트는 보른 규칙의 공식화를 원시적으로 취하고 가능한 한 많은 양자 이론을 도출하는 것을 목표로 한다.